# كوبا في كأس العالم لكرة القدم
ظهرت كوبا في الدور ربع النهائي من كأس العالم مرة واحدة، في عام 1938 . 

## سجل في كأس العالم لكرة القدم
| سجل كأس العالم لكرة القدم | سجل كأس العالم لكرة القدم | سجل كأس العالم لكرة القدم | سجل كأس العالم لكرة القدم | سجل كأس العالم لكرة القدم | سجل كأس العالم لكرة القدم | سجل كأس العالم لكرة القدم | سجل كأس العالم لكرة القدم | سجل كأس العالم لكرة القدم |
| السنة                     | الدور                     | موضع                      |                           |                           | *                         |                           |                           |                           |
| ------------------------- | ------------------------- | ------------------------- | ------------------------- | ------------------------- | ------------------------- | ------------------------- | ------------------------- | ------------------------- |
| 1930                      | لم يدخل                   | لم يدخل                   | لم يدخل                   | لم يدخل                   | لم يدخل                   | لم يدخل                   | لم يدخل                   | لم يدخل                   |
| 1934                      | لم يتأهل                  | لم يتأهل                  | لم يتأهل                  | لم يتأهل                  | لم يتأهل                  | لم يتأهل                  | لم يتأهل                  | لم يتأهل                  |
| 1938                      | الدور ربع النهائي         | الثامن                    | 3                         | 1                         | 1                         | 1                         | 5                         | 12                        |
| 1950                      | لم يتأهل                  | لم يتأهل                  | لم يتأهل                  | لم يتأهل                  | لم يتأهل                  | لم يتأهل                  | لم يتأهل                  | لم يتأهل                  |
| 1954                      | دخول غير مقبول            | دخول غير مقبول            | دخول غير مقبول            | دخول غير مقبول            | دخول غير مقبول            | دخول غير مقبول            | دخول غير مقبول            | دخول غير مقبول            |
| 1958                      | لم يدخل                   | لم يدخل                   | لم يدخل                   | لم يدخل                   | لم يدخل                   | لم يدخل                   | لم يدخل                   | لم يدخل                   |
| 1962                      | لم يدخل                   | لم يدخل                   | لم يدخل                   | لم يدخل                   | لم يدخل                   | لم يدخل                   | لم يدخل                   | لم يدخل                   |
| 1966                      | لم يتأهل                  | لم يتأهل                  | لم يتأهل                  | لم يتأهل                  | لم يتأهل                  | لم يتأهل                  | لم يتأهل                  | لم يتأهل                  |
| 1970                      | دخول غير مقبول            | دخول غير مقبول            | دخول غير مقبول            | دخول غير مقبول            | دخول غير مقبول            | دخول غير مقبول            | دخول غير مقبول            | دخول غير مقبول            |
| 1974                      | لم يدخل                   | لم يدخل                   | لم يدخل                   | لم يدخل                   | لم يدخل                   | لم يدخل                   | لم يدخل                   | لم يدخل                   |
| 1978                      | لم يتأهل                  | لم يتأهل                  | لم يتأهل                  | لم يتأهل                  | لم يتأهل                  | لم يتأهل                  | لم يتأهل                  | لم يتأهل                  |
| 1982                      | لم يتأهل                  | لم يتأهل                  | لم يتأهل                  | لم يتأهل                  | لم يتأهل                  | لم يتأهل                  | لم يتأهل                  | لم يتأهل                  |
| 1986                      | لم يدخل                   | لم يدخل                   | لم يدخل                   | لم يدخل                   | لم يدخل                   | لم يدخل                   | لم يدخل                   | لم يدخل                   |
| 1990                      | لم يتأهل                  | لم يتأهل                  | لم يتأهل                  | لم يتأهل                  | لم يتأهل                  | لم يتأهل                  | لم يتأهل                  | لم يتأهل                  |
| 1994                      | انسحب                     | انسحب                     | انسحب                     | انسحب                     | انسحب                     | انسحب                     | انسحب                     | انسحب                     |
| 1998                      | لم يتأهل                  | لم يتأهل                  | لم يتأهل                  | لم يتأهل                  | لم يتأهل                  | لم يتأهل                  | لم يتأهل                  | لم يتأهل                  |
| 2002                      | لم يتأهل                  | لم يتأهل                  | لم يتأهل                  | لم يتأهل                  | لم يتأهل                  | لم يتأهل                  | لم يتأهل                  | لم يتأهل                  |
| 2006                      | لم يتأهل                  | لم يتأهل                  | لم يتأهل                  | لم يتأهل                  | لم يتأهل                  | لم يتأهل                  | لم يتأهل                  | لم يتأهل                  |
| 2010                      | لم يتأهل                  | لم يتأهل                  | لم يتأهل                  | لم يتأهل                  | لم يتأهل                  | لم يتأهل                  | لم يتأهل                  | لم يتأهل                  |
| 2014                      | لم يتأهل                  | لم يتأهل                  | لم يتأهل                  | لم يتأهل                  | لم يتأهل                  | لم يتأهل                  | لم يتأهل                  | لم يتأهل                  |
| 2018                      | لم يتأهل                  | لم يتأهل                  | لم يتأهل                  | لم يتأهل                  | لم يتأهل                  | لم يتأهل                  | لم يتأهل                  | لم يتأهل                  |
| 2022                      | لم يتأهل                  | لم يتأهل                  | لم يتأهل                  | لم يتأهل                  | لم يتأهل                  | لم يتأهل                  | لم يتأهل                  | لم يتأهل                  |
| 2026                      | يتم تحديدها               | يتم تحديدها               | يتم تحديدها               | يتم تحديدها               | يتم تحديدها               | يتم تحديدها               | يتم تحديدها               | يتم تحديدها               |
| المجموع                   | الدور ربع النهائي         | 1/22                      | 3                         | 1                         | 1                         | 1                         | 5                         | 12                        |

### المباريات
| البطولة | دائري             | الخصم   | نتيجة        | نتيجة | مكان  | هدافي كوبا                  |
| ------- | ----------------- | ------- | ------------ | ----- | ----- | --------------------------- |
| 1938    | دور الـ16         | رومانيا | 3–3 (ب.و.إ.) | تعادل | تولوز | هـ. سوكورو (2)، ج. ماجرينيا |
| 1938    | دور الـ16         | رومانيا | 2-1          | فوز   | تولوز | هـ. سوكورو ، ت. فرنانديز    |
| 1938    | الدور ربع النهائي | السويد  | 0-8          | خسارة | أنتيب | &—                          |

### سجل من قبل الخصم
| مباريات كأس العالم لكرة القدم (حسب الفريق) | مباريات كأس العالم لكرة القدم (حسب الفريق) | مباريات كأس العالم لكرة القدم (حسب الفريق) | مباريات كأس العالم لكرة القدم (حسب الفريق) | مباريات كأس العالم لكرة القدم (حسب الفريق) | مباريات كأس العالم لكرة القدم (حسب الفريق) | مباريات كأس العالم لكرة القدم (حسب الفريق) |
| الخصم                                      | انتصارات                                   | يرسم                                       | خسائر                                      | المجموع                                    | الاهداف المسجلة                            | الأهداف قبلت                               |
| ------------------------------------------ | ------------------------------------------ | ------------------------------------------ | ------------------------------------------ | ------------------------------------------ | ------------------------------------------ | ------------------------------------------ |
| رومانيا                                    | 1                                          | 1                                          | 0                                          | 2                                          | 5                                          | 4                                          |
| السويد                                     | 0                                          | 0                                          | 1                                          | 1                                          | 0                                          | 8                                          |

## كوبا في كأس العالم لكرة القدم 1938

### الجولة الأولى
| كوبا                                                | 3 – 3 (a.e.t.) | رومانيا                                                   |
| --------------------------------------------------- | -------------- | --------------------------------------------------------- |
| هيكتور سوكورو 44' · توماس فرنانديز 87' · Tuñas 117' | Report         | سيلفيو بينديا 35' · يوليو باراتكي 88' · شتيفان دوباي 105' |

### إعادة الجولة الأولى
| كوبا                                    | 2–1    | رومانيا          |
| --------------------------------------- | ------ | ---------------- |
| هيكتور سوكورو 51' · كارلوس أوليفيرا 57' | Report | شتيفان دوباي 35' |

### الربع النهائي
| السويد                                                                                     | 8–0    | كوبا |
| ------------------------------------------------------------------------------------------ | ------ | ---- |
| تور كيلر 9'، 80'، 81' · جوستاف فيترستورم 32'، 37'، 44' · آرنه نيبرغ 84' · هاري أندرسون 90' | Report |      |

## سجل اللاعبين
شارك ثمانية لاعبين في جميع مباريات منتخب كوبا في عام 1938، مما جعلهم لاعبين قياسيين في كأس العالم لمنتخب كوبا.
| # | اللاعب          | المباريات |
| - | --------------- | --------- |
| 1 | خواكين أرياس    | 3         |
| 1 | جاسينتو باركوين | 3         |
| 1 | بيدرو بيرجيس    | 3         |
| 1 | مانويل كورينز   | 3         |
| 1 | توماس فرنانديز  | 3         |
| 1 | خوسيه رودريغيز  | 3         |
| 1 | هيكتور سوكورو   | 3         |
| 1 | خوان توناس      | 3         |

## أعلى الهدافين
| رتبة | لاعب            | الأهداف |
| ---- | --------------- | ------- |
| 1    | هيكتور سوكورو   | 2       |
| 2    | توماس فرنانديز  | 1       |
| 2    | كارلوس أوليفيرا | 1       |
| 2    | خوان توناس      | 1       |

## أنظر أيضا
- كوبا في كأس الكونكاكاف الذهبية

## روابط خارجية
- كوبا في الفيفا